# Kanton Coutras
Der Kanton Coutras war bis 2015 ein französischer Wahlkreis im Arrondissement Libourne, im Département Gironde und in der Region Aquitanien; sein Hauptort war Coutras. Vertreter im Generalrat des Départements war von 1994 bis 2013 Pierre Barrau (PS). Ihm folgte Michelle Lacoste (ebenfalls PS) nach. 
Der zwölf Gemeinden umfassende Kanton war 189,38 km² groß und hatte 23.041 Einwohner (Stand 2012). 

## Gemeinden
| Gemeinde                    | Einwohner Jahr | Fläche km² | Bevölkerungsdichte | Code INSEE | Postleitzahl |
| --------------------------- | -------------- | ---------- | ------------------ | ---------- | ------------ |
| Abzac                       | 1893 (2013)    | 13,44      | 141 Einw./km²      | 33001      | 33230        |
| Camps-sur-l’Isle            | 577 (2013)     | 3,02       | 191 Einw./km²      | 33088      | 33660        |
| Chamadelle                  | 690 (2013)     | 15,35      | 45 Einw./km²       | 33124      | 33230        |
| Coutras                     | 8276 (2013)    | 33,69      | 246 Einw./km²      | 33138      | 33230        |
| Les Églisottes-et-Chalaures | 2183 (2013)    | 17,16      | 127 Einw./km²      | 33154      | 33230        |
| Le Fieu                     | 517 (2013)     | 14,67      | 35 Einw./km²       | 33166      | 33230        |
| Les Peintures               | 1562 (2013)    | 13,13      | 119 Einw./km²      | 33315      | 33230        |
| Porchères                   | 912 (2013)     | 13,19      | 69 Einw./km²       | 33332      | 33660        |
| Saint-Antoine-sur-l’Isle    | 568 (2013)     | 10,4       | 55 Einw./km²       | 33373      | 33660        |
| Saint-Christophe-de-Double  | 680 (2013)     | 36,13      | 19 Einw./km²       | 33385      | 33230        |
| Saint-Médard-de-Guizières   | 2392 (2013)    | 10,37      | 231 Einw./km²      | 33447      | 33230        |
| Saint-Seurin-sur-l’Isle     | 3096 (2013)    | 8,83       | 351 Einw./km²      | 33478      | 33660        |

## Bevölkerungsentwicklung
| 1962   | 1968   | 1975   | 1982   | 1990   | 1999   | 2006   | 2011   |
| ------ | ------ | ------ | ------ | ------ | ------ | ------ | ------ |
| 15.940 | 16.804 | 17.046 | 17.826 | 18.346 | 19.224 | 21.021 | 22.971 |